# Juškozero
Juškozero (rusky Юшкозеро) je jezero v Kalevalském rajonu Karelské republiky v Rusku. Má rozlohu 7,2 km². Leží v systému jezer Kujto. Na břehu je stejnojmenná vesnice.
Je považováno za mělké, ačkoli v něm existují hluboké deprese. Většina pobřeží je písčitá. Z ryb se tu vyskytuje plotice, síh malý, okoun říční, štika obecná, jelec jesen, mník jednovousý a cejn velký.
Na jezeře se dochovaly dřevěno–kamenné konstrukce, dříve používané k plavení dřeva do jezera Horní Kujto.